# Manželské etudy po dvaceti letech
Manželské etudy po dvaceti letech jsou série dokumentárních filmů, natáčených časosběrnou metodou. Ve spolupráci s Českou televizí sérii natočila režisérka Helena Třeštíková.
Jedná se o pokračování úspěšné dokumentární série Manželské etudy z roku 1987, zachycující první léta společného soužití šesti manželských párů. Na sérii navázalo další pokračování z roku 2018, nazvané Manželské etudy po 35 letech. 

## Koncept
Helena Třeštíková se s kamerou vrací za těmi, které před 13 lety opustila. Mezitím došlo ke změně poměrů, někdo v nové době uspěl, jiný naopak své štěstí ztratil. Dokumentární série zachycuje život známých dvojic mezi lety 1999 a 2005. 

## Manželské páry

### Marcela a Jiří Haverlandovi
Jiří odmítl nové natáčení. Marcela žije sama s dcerou Ivanou a s malým synem Tomášem, trpícím mozkovou dysfunkcí. Jeho otcem je Marcelin bývalý přítel, s nímž již nežije. Rodina se nenachází v příliš uspokojivé finanční situaci, Marcela nepracuje a pečuje o malého syna, kterého si na víkendy bere k sobě jeho otec. Vztah Jiřího a Marcely se i přes pokusy o společné soužití po dvou letech zhroutil. Marcelina dcera Ivana navíc svého otce obvinila ze sexuálního obtěžování, které se však nepodařilo prokázat. Ivana v roce 2000 absolvovala závěrečné zkoušky v oboru zahradnice, nedaří se jí však najít práci. S hledáním práce má problém i Marcela. Obtíže jí činí bývalý manžel, odmítající platit výživné a otec Tomáše, který o něj přestal jevit zájem. Do toho se přidávají Tomášovy kázeňské problémy. Nakonec přechází do zvláštní školy. Marcela později získává práci jako pokladní a pomocná síla ve školní jídelně. Ivana začala pracovat jako prodavačka lahůdek v supermarketu a našla si také stabilní vztah, o práci však později přichází. Roku 2004 náhle umírá otec Tomáše. Byt, v němž Marcela s dětmi žije, přestává vyhovovat. Majitel jim tak nabídne nový byt v Českém Brodě, kam se přestěhují. 17. listopadu 2005 se Ivana, pracující v té době v supermarketu na Žižkově, nevrátí domů z práce. 13. prosince 2005 objeví Policie ČR její tělo u trati mezi Českým Brodem a Tatci, zřejmě ji srazil vlak poté, co zapomněla vystoupit a vracela se podél trati. Marcela, která se ze smrti dcery psychicky zhroutila, tvrdí, že byla okradena a zavražděna.  